# 阮鸿延
阮鸿延（發音：[ŋwiən˦ˀ˥ həwŋ͡m˨˩ ziən˧˧]；1965年3月16日—），越南政治人物，太平省兴河县人。现任第十三届越共中央委員、工贸部部长。

## 生平
阮鸿延生于太平省兴河县鴻明社，早年在家乡的胡志明共產主義青年團任职，期间曾在河内市、苏联深造，后来离开太平省团委，转任越共太平省委办公厅主任、省人民议会文化社会事务委员会主任，同时担任越共太平省委委员。2003年转任越共武舒县委书记，并兼任同县人民议会主席，2007年，再转任越共太平省委宣教部长，2010年升任越共太平省委常务副书记。
2011年，阮鸿延当选为太平省人民议会主席。2015年3月，以太平省委副书记的身份转兼任太平省人民议会主席，并于翌年首次当选为越共中央委员。2018年4月，升任越共太平省委书记。
2020年5月，调离太平省，出任越共宣教部副部长，并兼任越南科学技术协会副主席。2021年1月，他在越共十三大上再度当选为越共中央委员，并于当年4月8日获越南国会任命为工贸部部长。